# Mohamed Mokhtar Saâda
Pour les articles homonymes, voir Saada.
Mohamed Mokhtar Saâda (arabe : محمد المختار سعادة), né en 1894 à Tunis et mort en 1962, est un journaliste tunisien.

## Biographie
Il étudie à la Zitouna puis à la Khaldounia. Passionné de littérature, de journalisme et de théâtre, il rejoint la troupe tunisoise Echahama El Arabiyya.
Dans les années 1930, il fonde le journal satirique Ennasnés,, qui joue un rôle social et politique à cette étape de la lutte du mouvement national tunisien.
Il est le père du compositeur Mohamed Saâda.